# Arrows A9
Arrows A9 – samochód Formuły 1, zaprojektowany przez Dave'a Wassa i skonstruowany przez Arrowsa na sezon 1986.
Samochód był następcą Arrowsa A8, który zdobył kilka punktów. Okazał się jednak gorszy od poprzednika i wziął udział zaledwie w trzech Grand Prix, z których nie ukończył żadnego. Był jednocześnie ostatnim projektem Wassa w Formule 1; model A10 zaprojektował już Ross Brawn.

## Wyniki w Formule 1
| Sezon | Zespół             | Silnik | Kierowcy         | Wyniki w poszczególnych eliminacjach | Wyniki w poszczególnych eliminacjach | Wyniki w poszczególnych eliminacjach | Wyniki w poszczególnych eliminacjach | Wyniki w poszczególnych eliminacjach | Wyniki w poszczególnych eliminacjach | Wyniki w poszczególnych eliminacjach | Wyniki w poszczególnych eliminacjach | Wyniki w poszczególnych eliminacjach | Wyniki w poszczególnych eliminacjach | Wyniki w poszczególnych eliminacjach | Wyniki w poszczególnych eliminacjach | Wyniki w poszczególnych eliminacjach | Wyniki w poszczególnych eliminacjach | Wyniki w poszczególnych eliminacjach | Wyniki w poszczególnych eliminacjach | Wyniki kierowców | Wyniki kierowców | Wyniki konstruktora | Wyniki konstruktora |
| 1986  |                    |        |                  | Brazylia                             | Hiszpania                            | San Marino                           | Monako                               | Belgia                               | Kanada                               | Stany Zjednoczone                    | Francja                              | Wielka Brytania                      | Niemcy                               | Węgry                                | Austria                              | Włochy                               | Portugalia                           | Meksyk                               | Australia                            | Pkt.             | Msc.             | Pkt.                | Msc.                |
| ----- | ------------------ | ------ | ---------------- | ------------------------------------ | ------------------------------------ | ------------------------------------ | ------------------------------------ | ------------------------------------ | ------------------------------------ | ------------------------------------ | ------------------------------------ | ------------------------------------ | ------------------------------------ | ------------------------------------ | ------------------------------------ | ------------------------------------ | ------------------------------------ | ------------------------------------ | ------------------------------------ | ---------------- | ---------------- | ------------------- | ------------------- |
| 1986  | Barclay Arrows BMW | BMW    | Thierry Boutsen  | -                                    | -                                    | -                                    | -                                    | -                                    | -                                    | -                                    | -                                    | -                                    | NU                                   | -                                    | NU                                   | -                                    | -                                    | -                                    | -                                    | 0                | 20               | 0 (1)               | 10                  |
| 1986  | Barclay Arrows BMW | BMW    | Christian Danner | -                                    | -                                    | -                                    | -                                    | -                                    | -                                    | -                                    | -                                    | -                                    | -                                    | NU                                   | -                                    | -                                    | -                                    | -                                    | -                                    | 0 (1)            | 18               | 0 (1)               | 10                  |